# Юн Бо Сон
Юн Бо Сон (кор. 윤보선?, 尹潽善?, 26 августа 1897 — 18 июля 1990) — 2-й Президент Республики Корея, в период с 1960 по 1962.

## Биография
Родился в городе Асан, провинция Чхунчхон-Намдо. Получил степень магистра в Университете Эдинбурга в 1930 году. После окончания японского колониального правления в 1945 ушёл в политику, став соратником Ли Сын Мана. В 1948 году был назначен мэром Сеула, а через год — министром коммерции и промышленности. Вскоре начал критиковать политику, проводимую Ли Сын Маном, был избран в Национальную Ассамблею в 1954 году. Через год основал оппозиционную Демократическую партию.
После свержения правительства Ли Сын Мана был избран президентом 13 августа 1960 года членами Палаты общин и Сената. Для победы кандидату необходимо было набрать не менее двух третей голосов членов обеих палат. Провёл ряд либеральных реформ, в частности усилив роль парламента в управлении страной. После путча Пак Чон Хи в 1961 году он некоторое время ещё занимал пост президента, однако был смещён 22 марта 1962 года.
Был одним из лидеров оппозиции режиму Пак Чон Хи, дважды — в 1963 и 1967 годах баллотировался на пост президента, оба раза неудачно. На выборах 1963 года набрал 45,1 % голосов, незначительно уступив Пак Чон Хи, получившему 46,6 %. На выборах 1967 года набрал 40,9 %. Неоднократно арестовывался за антиправительственную деятельность.
Ушёл из политики в 1980 году и сосредоточился на работе в сфере культуры. Умер диабетиком от гипертонии в 1990 году.